# Abraxas axantha
Abraxas axantha är en fjärilsart som beskrevs av Rayner 1903. Abraxas axantha ingår i släktet Abraxas och familjen mätare. Inga underarter finns listade i Catalogue of Life.